# Mikhaïl Kouznetsov (acteur)
Pour les articles homonymes, voir Kouznetsov.
Mikhaïl Artemievitch Kouznetsov (en russe : Михаил Артемьевич Кузнецов), né le 25 février 1918 à Bogorodsk et mort le 23 août 1986 à Moscou (Russie), est un acteur soviétique et russe.

## Filmographie partielle
- 1944 : Ivan le Terrible (Иван Грозный) de Sergueï Eisenstein
- 1947 : Soldat Alexandre Matrosov (Рядовой Александр Матросов) de Leonid Loukov
- 1950 : Un été généreux réalisé par Boris Barnet : frontovik puis chef comptable de la ferme collective
- 1951 : Tarass Chevtchenko (Тарас Шевченко) de Igor Savtchenko
- 1953 : La Destinée de Marina (Судьба Марины) de Viktor Ivchenko et Isaak Shmaruk
- 1956 : Un cadeau précieux (Драгоценный подарок) de Alexandre Rou
- 1959 : L'Habile Maria (Марья-искусница) de Alexandre Rou